# Heart of Stone
Heart of Stone — двадцатый студийный альбом американской певицы и актрисы Шер, выпущенный 19 июня 1989 года на лейбле Geffen Records. В 1998 году RIAA сертифицировала альбом трижды платиновым. В 1989 году Шер поддержала пластинку туром Heart of Stone Tour.

## Об альбоме
Heart of Stone был выпущен в 1989 году и стал её вторым альбомом, выпущенным на лейбле Geffen Records. Как и для её предыдущего альбома, написанием песен и их продюсированием занимались Питер Эшер, Джон Бон Джови, Дайан Уоррен, Гай Рош и Desmond Child. Бонни Тайлер и Майкл Болтон записали бэк-вокал для песни «Emotional Fire», которая вместе с "Starting Over" были раннее записаны для альбома Болтона The Hunger (1987), однако в него не попали. Альбом был записан в конце 1988 года / начале 1989 года, в течение третьего года отношений певицы с Робом Камиллетти, которому она и посвятила пластинку.
Heart of Stone достиг #10 в США, #7 в Великобритании, и возглавив чарты Австралии, альбом стал первым международным альбомом номер 1, выпущенным на лейбле Geffen Records. Её 20-й студийный альбом стал первым в её карьере альбомом, попавшим в ТОП-10 США (хотя позже в него вошли ещё три её альбома, Believe, Living Proof и The Very Best of Cher). Он достиг #10 в Billboard Top 200 Albums chart с продажами в 209,000 копий. По данным Nielsen SoundScan, которая начала подсчёт продаж с 1 марта 1991 года, по состоянию на ноябрь 2011, альбом был продан тиражом в 964,000 копий в США.
Впервые альбом был выпущен с художественными изображениями, а позже переиздан со стандартными студийными фотографиями. Оригинал был работой Октавио Окампо, с изображением Шер, сидящей рядом с каменным сердцем, создающим иллюзию черепа. Обложка была изменена вскоре после выхода альбома, сделав копии альбома с оригинальной обложкой настоящей редкостью для коллекционеров.
Она записала две другие песни для альбома, «Don't Come Cryin' to Me» и «Some Guys», но обе так и не были закончены. Ремикс-версия песни «Don't Come Cryin' to Me» была включена в компиляцию If I Could Turn Back Time: Cher's Greatest Hits. Демо-версия песни «Some Guys» была включена в «If I Could Turn Back Time» 7" и 12" синглы.
«Heart of Stone» и «If I Could Turn Back Time» были слегка заремиксованы для сингла. Ремикс на «Heart of Stone» доступен на компиляции If I Could Turn Back Time: Cher's Greatest Hits.
Альбом подарил миру три хита ТОП-10, а также хит ТОП-20 с заглавной песней.

## Список композиций
| №   | Название                                    | Автор(ы)                                                  | Длительность |
| --- | ------------------------------------------- | --------------------------------------------------------- | ------------ |
| 1.  | «If I Could Turn Back Time»                 | Дайан Уоррен                                              | 4:16         |
| 2.  | «Just Like Jesse James»                     | Дезмонд Чайлд, Дайан Уоррен                               | 4:06         |
| 3.  | «You Wouldn't Know Love»                    | Майкл Болтон, Дайан Уоррен                                | 3:30         |
| 4.  | «Heart of Stone»                            | Энди Хилл, Питер Синфилд                                  | 4:21         |
| 5.  | «Still in Love With You»                    | Майкл Болтон, Bob Halligan                                | 3:08         |
| 6.  | «Love on a Rooftop»                         | Дезмонд Чайлд, Дайан Уоррен                               | 4:22         |
| 7.  | «Emotional Fire»                            | Дезмонд Чайлд, Дайан Уоррен, Майкл Болтон                 | 3:53         |
| 8.  | «All Because of You»                        | Jon Lind, Sue Schifrin                                    | 3:30         |
| 9.  | «Does Anybody Really Fall in Love Anymore?» | Джон Бон Джови, Ричи Самбора, Дезмонд Чайлд, Дайан Уоррен | 4:12         |
| 10. | «Starting Over»                             | Michael Bolton, Jonathan Cain                             | 4:09         |
| 11. | «Kiss to Kiss»                              | Lind, Mary D'astugues, Phil Galdston                      | 4:23         |
| 12. | «After All» (with Peter Cetera)             | Tom Snow, Dean Pitchford                                  | 4:07         |

## Над альбомом работали
- Track 1 Produced By Diane Warren & Guy Roche.
  - Recorded & Mixed By Frank Wolf; assisted by Guy Roche
  - Drums, Percussion: Mark T. Williams; Bass: John Pierce; Keyboards: Guy Roche, Alan Pasua; Guitars: Steve Lukather, Glenn Sciurba, Gene Black; Vocal Backing: Desmond Child, Michael Anthony, Robin Beck, Jean McClain, Jimmy Demers
- Tracks 2, 7 & 9 Produced By Desmond Child
  - Recorded & Mixed By Sir Arthur Payson, with track 2 mixed by Mick Guzauski
  - Drums: Bobby Chouinard; Bass: Hugh McDonald; Keyboards: Alan St. Jon (tracks 2 & 9), Eric Rehl (track 7); **Guitars: John McCurry, (tracks 2 & 9), John Putnam (track 2), Steve Lukather, Blues Saraceno (both track 7), Ron Mancuso (track 9)
- Tracks 3, 5 & 10 Arranged & Produced By Michael Bolton
  - Recorded By Frank Wolf; additional engineering by Roger Talkov, Terry Christian & Jay Healy.  Mixed By Mick Guzauski
  - Drums: John Keane; Percussion on track 10: Bashiri Johnson; Bass: Phillip Ashley (track 10; also played keyboards on all three tracks), Neil Steubenhaus (tracks 3 & 5); Keyboards: Robbie Buchanan (track 10); Guitars: Mike Landau (tracks 3, 5 & 10), John McCurry (track 5)
- Tracks 4, 6 & 12 Produced By Peter Asher; associate producer on track 12: Frank Wolf
  - Recorded & Mixed By Frank Wolf
  - Drums: Carlos Vega; Percussion: Michael Fisher, Peter Asher (both track 6); Bass: Lee Sklar; Guitars: Waddy Wachtel, Mike Landau, Andrew Gold; Keyboards: Robbie Buchanan, Jon Gilutin; Sax on track 6: Daniel Higgins
- Tracks 8 & 11 Produced By Jon Lind
  - Recorded & Mixed By Mick Guzauski, with engineering assistance by Frank Wolf & Paul Klingberg
  - Drums: John Keane; Percussion on track 11: Debra Dobkin; Bass: John Pierce; Piano & Synth on track 8, All Keyboards on track 11: John Schreiner; Additional Synth on track 8: Jim Lang; Guitars: Michael Thompson
- Mastered By Dan Hersch; assisted by David Donnelly

## Сертификации, чарты и продажи

### Недельные чарты
| Страна/Регион                | Высшая позиция |
| ---------------------------- | -------------- |
| Australian ARIA Albums Chart | 1              |
| Austrian Albums Chart        | 15             |
| Canadian Albums Chart        | 17             |
| Dutch Albums Chart           | 67             |
| German Albums Chart          | 19             |
| New Zealand Albums Chart     | 7              |
| Swedish Albums Chart         | 19             |
| UK Albums Chart              | 7              |
| United States Billboard 200  | 10             |

### Годовые чарты
| Год  | Чарт              | Позиция |
| ---- | ----------------- | ------- |
| 1990 | US Billboard 200  | 43      |
| 1989 | ARIA Albums Chart | 32      |
| 1990 | ARIA Albums Chart | 40      |

### Сертификации
| Регион                                                      | Сертификация  | Продажи    |
| ----------------------------------------------------------- | ------------- | ---------- |
| Australia (ARIA)                                            | 4x Platinum   | 280,000    |
| Канада (Music Canada)                                       | 4× Платиновый | 400 000^   |
| New Zealand (RIANZ)                                         | Platinum      | 15,000     |
| Sweden (GLF)                                                | Gold          | 50,000     |
| Великобритания (BPI)                                        | Платиновый    | 300 000^   |
| США (RIAA)                                                  | 3× Платиновый | 3 000 000^ |
| ^ Данные о тиражах приведены только на основе сертификации. |               |            |